# Felisa Miceli
Felisa Miceli, née le 26 septembre 1952 à Luján, est une économiste et femme politique argentine.
De 2005  à 2007, elle est ministre de l'Économie et de la Production dans le gouvernement de Néstor Kirchner succédant à Roberto Lavagna.

## Biographie

### Affaire judiciaire
Le 7 juillet 2007, des policiers effectuant une inspection de routine au ministère de l'Économie découvrent un sac contenant 60 000 dollars en liquide, dissimulé dans les toilettes du bureau de Felisa Miceli. La ministre, proche du président Nestor Kirchner, se défend d'avoir commis un délit et prétend qu'elle avait emprunté cet argent à son frère pour acheter un appartement à Buenos Aires,.
Le 16 juillet 2007, elle présente sa démission, à la suite de la demande de l'ouverture d'une enquête par la justice à son encontre.
En décembre 2012, elle est condamnée pour « dissimulation aggravée » à quatre années de prison et à huit ans d'interdiction d'exercice de toute charge publique.